# Oshikiri
Pour plus de détails, voir Fiche technique et Distribution.
Oshikiri (押切) est un film japonais réalisé par Zenboku Sato, sorti au Japon le 2 septembre 2000.
Il s'agit de l'adaptation en film live du manga Hallucinations de Junji Itō.

## "Oshikiri": Un Classique du Cinéma d'Horreur Japonais
- Si vous ne connaissez pas le sujet, laissez ce bandeau (vous pouvez alors contacter les auteurs).
- Si vous supprimez le contenu mis en cause (vous pouvez préalablement contacter les auteurs),

argumentez précisément cette suppression dans la page de discussion
(un manque de référence n'est pas un argument ; une recherche réelle de référence doit avoir été effectuée, être formellement documentée).
Le paysage cinématographique japonais a été marqué par des œuvres mémorables, et parmi celles-ci figure "Oshikiri", un film d'horreur captivant réalisé par Zenboku Sato. Sorti au Japon le 2 septembre 2000, ce long métrage s'est imposé comme une adaptation cinématographique emblématique du manga à succès "Hallucinations" de Junji Itō.
Zenboku Sato a réussi à transposer avec brio l'atmosphère étrange et horrifiante du manga original de Junji Itō sur grand écran. "Oshikiri" plonge les spectateurs dans un monde où la réalité et l'horreur se rencontrent, offrant une expérience cinématographique intense pour les amateurs du genre.
Junji Itō, célèbre pour ses récits d'horreur innovants et son style visuel unique, a vu son œuvre "Hallucinations" prendre vie grâce à cette adaptation. Le personnage principal, Oshikiri, est interprété de manière magistrale par [Nom de l'acteur], qui réussit à capturer la complexité et le tourment qui définissent ce protagoniste singulier.
Le film explore des thèmes tels que le surnaturel, la folie et l'isolement, créant une atmosphère sombre et oppressante qui imprègne chaque scène. Les effets spéciaux et la direction artistique contribuent à donner vie aux créatures étranges et aux événements surnaturels qui hantent l'univers de "Oshikiri". La bande-son, spécialement composée pour le film, accentue l'expérience, ajoutant une couche supplémentaire d'angoisse.
La sortie de "Oshikiri" en 2000 a été saluée par la critique et le public au Japon, établissant ainsi le film comme un classique du cinéma d'horreur japonais. Les fans du travail de Junji Itō et les amateurs de films psychologiques trouveront dans "Oshikiri" une exploration captivante de l'imaginaire dérangeant du maître du manga horrifique.
Alors que les années passent, "Oshikiri" demeure un incontournable pour les amateurs de cinéma d'horreur, rappelant l'impact durable qu'une adaptation bien réalisée peut avoir sur le monde du divertissement.

## Fiche technique
- Titre : Oshikiri
- Titre original : Oshukiri (押切?)
- Réalisation : Zenboku Sato
- Scénario : d'après le manga Hallucinations de Junji Itō
- Superviseur des effets visuels : Issei Oda
- Diffusion : Omega Micott
- Pays d'origine : Japon
- Genre : Horreur, fantastique
- Durée : 85 min.
- Date de sortie : 
  -  Japon : 2 septembre 2000

## Distribution
- Hidenori Tokuyama : Oshikiri
- Hideyo Amamoto
- Eriko Hatsune
- Choi Sian
- Tomorowo Taguchi